# Туар
Туар (фр. Thouars) — коммуна во Франции, расположенная в департаменте Дё-Севр региона Пуату — Шаранта.

## География
Город Туар расположен на западе Франции, в северной части департамента Дё-Севр региона Пуату — Шаранта. Входит в округ Брессюир и является административным центром кантонов Туар-1 и Туар-2. Город расположен на берегу реки Туэ (фр.), притоке Луары. Площадь города составляет 12,09 км². Численность населения — 10256 человек (на 2006 год). Плотность населения — 848 чел./км².

## История
Город возник ещё в галло-римскую эпоху как укреплённое поселение на берегу реки Туэ — что в буквальном смысле отражает латинское его название — Tudae arx. В VIII веке Туар был осаждён и затем разрушен франкским королём Пипином Коротким.
Во время Столетней войны город неоднократно переходил от французов к англичанам и обратно, пока в 1372 году он окончательно не был присоединён Бертраном Дюгекленом к Франции. В XVI веке владевшие Туаром виконты из рода Ла-Тремуйль были возведены в герцоги и пэры Франции. Во время религиозных войн конца XVI - начала XVII веков Туар был одним из опорных пунктов гугенотов.
В 1563 году виконтство Туар стало герцогством. В городе до сих пор сохранились замок герцогов Ла-Тремуйль и крепостные стены с башнями XII—XIII веков.
В связи с найденными в окрестностях Туара палеонтологическими ископаемыми, один из ярусов эпохи Нижняя юра Юрского периода назван тоарским (183—175,6 миллионов лет назад).

## Знаменитые личности
В родовом замке в Туаре 29 мая 1427 года родилась Франсуаза д’Амбуаз, «милостивая герцогиня», жена Пьера II Простого, герцога Бретонского, основательница монастырей кармелиток в Бретани, блаженная Римско-католической церкви.

## Города-партнёры
- Дипхольц
- Порт-Жентиль
- Анню
- Хеленсборо